# Світло з незвичних зірок
«Світло з незвичних зірок» (англ. Light from Uncommon Stars) — науково-фантастичний та фентезійний роман американської письменниці та поетеси Ріки Аокі. Роман отримав премію Джеймса Тіптрі-молодшого 2021, Алекс 2022 та Stonewall Book 2022, а також був номінований на декілька інших нагород.

## Сюжет
Шизука Сатомі — найкращий у світі вчитель гри на скрипці, відомий тим, що навчає віртуозів, які трагічно закінчують своє життя. Багато років тому вона уклала угоду з демоном, що доставить сім душ до пекла. Для цього вона навчає амбітних студентів скрипки, а потім пропонує їм славу та визнання в обмін на їхні душі. Сатомі вже віддала шість душ, і, оскільки до кінця її контракту залишився рік, їй потрібен ще один учень. Вона знаходить цю студентку в Катріні Нгуєн, молодому трансгендерному вундеркінду з невеликим формальним навчанням.
Під час навчання Сатомі Нгуєн, вона також зустрічає Лана Трана, капітана зоряного корабля та біженця під виглядом власника пончикового магазину, який привіз свою сім’ю на Землю, щоб уникнути війни та смертоносної чуми. Обоє зав’язують легкий флірт, але зародки їхнього роману ставить під загрозу угода Сатомі з демоном і бурхливе галактичне минуле Трана.

## Відгуки
У рецензії Майя Гіттельман на Tor назвала «Світло з незвичних зірок» «одним із найкращих спекулятивних романів, які я коли-небудь читала», і що він «нагадує мені, на що здатний жанр».
У рецензії Карен Ґасофф для журналу «Локус» високо оцінила зображення жінок у романі та використання в ньому спекулятивних фантастичних тропів для дослідження значення жіночості в сучасності. Однак Гассофф розкритикувала чоловічих героїв як «двовимірних «не-жінок»» і вважав, що кінець був «занадто милим», враховуючи ставки роману.
«Світло з незвичних зірок» отримав нагороду Джеймса Тіптрі-молодшого 2021, а також премію Алекс 2022 року. У 2022 році роман відзначили літературною премією Барбари Гіттінгс; номінований на премію Г'юго за найкращий роман, премію «Локус» за найкращий фентезійний роман, Міфопоетичну премію та відзнаку Рея Бредбері. Booklist і Kirkus Reviews визнали «Світло з незвичних зірок» одним із найкращих романів 2021 року, а Нью-Йоркська публічна бібліотека включила її до свого списку десяти найкращих книг року.